# Pangio filinaris
Pangio filinaris är en fiskart som beskrevs av Maurice Kottelat och Lim, 1993. Pangio filinaris ingår i släktet Pangio och familjen nissögefiskar. IUCN kategoriserar arten globalt som otillräckligt studerad. Inga underarter finns listade i Catalogue of Life.